# David Niven

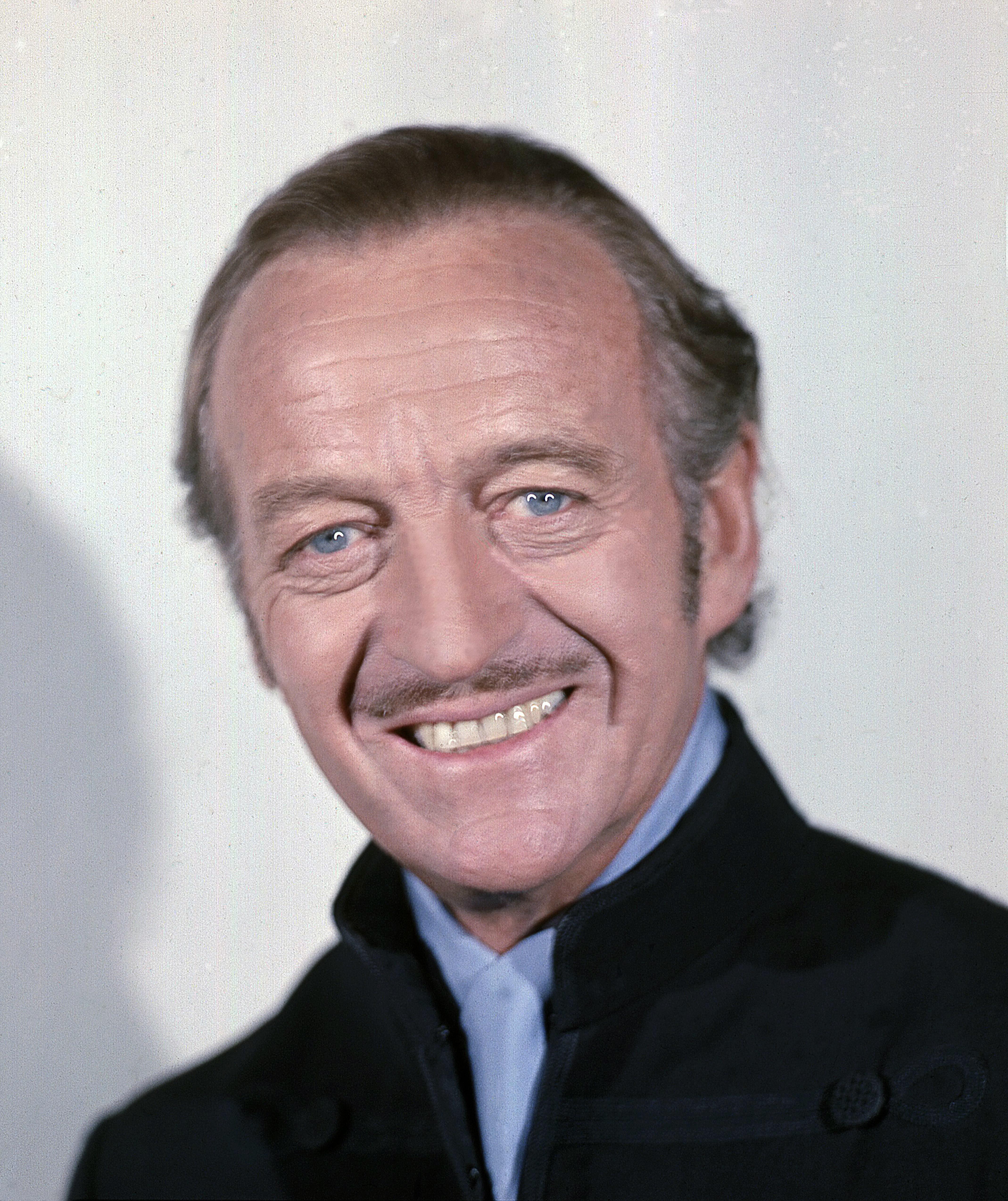
David Niven (1973)

Sir David Niven (n. 1 martie 1910, Londra, Regatul Unit al Marii Britanii și Irlandei – d. 29 iulie 1983, Château-d’Oex⁠(d), cantonul Vaud, Elveția) a fost unul din cei mai prolifici și cunoscuți actori englezi de film.

## Filmografie
- 1935 Revolta de pe Bounty (Mutiny on the Bounty), regia Frank Lloyd
- 1939 Copilașul domnișoarei (Bachelor Mother), regia Garson Kanin
- 1947 Soția episcopului (The Bishop's Wife), r. Henry Koster
- 1950 Pescarul din Louisiana (The Toast of New Orleans), regia Norman Taurog
- 1956 Ocolul Pământului în 80 de zile (Around the World in 80 Days), în rolul Phileas Fogg. Regia: Michael Anderson
- 1957 Bonjour Tristesse, regia Otto Preminger
- 1961 Cei mai buni dușmani (The Best of Enemies), regia Guy Hamilton
- 1961 Tunurile din Navarone (The Guns of Navarone), r. J. Lee Thompson
- 1963 Pantera roz (The Pink Panther), r. Blake Edwards
- 1969 Creierul (Le cerveau), regia Gérard Oury
- 1976 Cinci detectivi la miezul nopții (Murder by Death), r. Robert Moore
- 1978 Moarte pe Nil (Death on the Nile)
- 1979 Evadare din Atena (Escape to Athena), regia George P. Cosmatos
- 1979 Un comando pentru apa grea (A Man Called Intrepid), r. Peter Carter
- 1983 Blestemul Panterei Roz (Curse of the Pink Panther), regia Blake Edwards